# Sveriges herrlandslag i innebandy
Sveriges herrlandslag i innebandy representerar Sverige i innebandy på herrsidan. Sverige medverkade i världens första officiella herrlandskamp i innebandy, som spelades den 28 september 1985, där laget besegrade Finland med 13-1 i Sollentuna. Sverige vann tidernas första VM 1996, har aldrig missat en VM-final och har tagit tio guld och fyra silver i VM (till och med år 2022).

## Före 1996
Det svenska innebandyförbundet bildades 1981 och under slutet av 1980-talet hade sporten vuxit kraftigt i Sverige. Den 28 september 1985 spelade Sverige sin första landskamp, mot Finland i Sollentuna och vann med 13-1. Dagen därpå spelades den andra landskampen, i Jakobsberg, där man besegrade samma lag med 5-1. 1986 bildades det internationella innebandyförbundet. Länderna som ingick var Sverige, Schweiz och Finland. Man planerade att arrangera tidernas första mästerskap 1990, men av okänd anledning blev det inte av. 1994 spelades det första stora mästerskapet i innebandy, EM i Finland. Sverige vann finalen mot Finland med 4-1. Året efter arrangerades EM på nytt, detta år i Schweiz. Finland slog Sverige i finalen efter straffar.

## Världsmästerskapen 1996–2014

### Världsmästerskapet 1996, Sverige
Historiens första världsmästerskap i innebandy spelades i Sverige mellan den 11 och 18 maj 1996. Sverige inledde med att slå Norge med 9-2, Estland med 17-0, Schweiz med 9-0, Lettland med 18-1 och Danmark med 12-0, innan laget vann semifinalen mot Tjeckien med 13-0. Finalen uppmärksammades stort och den 18 maj 1996 kom det 15 106 människor till Globen och såg finalen. Sverige vann mot Finland med 5-0 och tog därmed värdhistoriens första VM-guld i innebandy. Flest poäng, 16 (11 mål + 5 assist), gjorde Martin Olofsson, Sverige.

### Världsmästerskapet 1998, Tjeckien
Det andra världsmästerskapet i innebandy spelades i Tjeckien mellan 25 och 30 maj 1998. Sverige vann alla sina matcher i gruppspelet. I semifinalen fick laget möta Danmark och vann med 11-2. Finalen gick mellan Sverige och Schweiz, som överraskande slagit Finland i semifinalen. Sverige vann med 10-3. Flest poäng samlade detta VM Magnus Augustsson, Sverige, med 10 (6+4) poäng.

### Världsmästerskapet 2000, Norge
2000-talets första världsmästerskap spelades i Norge. Återigen vann Sverige guldet efter att ha slagit Finland i finalen med 5-3, den dittills jämnaste finalen i VM-historien. 

### Världsmästerskapet 2002, Finland
Världsmästerskapet 2002 spelades i Finland. I finalen möttes Sverige och Finland. Inför 13 655 åskådare i Hartwall Arena i Helsingfors vann Sverige med 6-4. Med en minut kvar ledde Sverige med 4-3. Efter 19.42 gjorde Martin Olofsson 5-3 och matchen syntes vara avgjord. 5-4 kom dock med nio sekunder kvar och med en sekund kvar (19.59) gjorde Martin Olofsson sitt tredje mål, fram till 6-4. Johan Anderson från Sverige gjorde 18 (14+4), och därmed flest, poäng detta VM.

### Världsmästerskapet 2004, Schweiz
För första gången spelades världsmästerskapet i Schweiz 2004. Sverige vann guld efter att besegrat Tjeckien i finalen med 6-4.

### Världsmästerskapet 2006, Sverige
Sverige arrangerade världsmästerskapet 2006. Laget vann semifinalen med 4-2 mot Tjeckien och i finalen segrade Sverige mot Finland efter att ha legat under med 3-0 efter åtta minuter. Segersiffrorna blev 7-6 till Sverige. 

### Världsmästerskapet 2008, Tjeckien
Världsmästerskapet 2008 spelades i Tjeckien. För första gången spelades världsmästerskapet mitt i säsongen, nämligen mellan den 6 och 14 december, och inte i maj som tidigare. Sverige vann alla matcher i gruppspelet, även mot hemmanationen Tjeckien (4-5) inför 8 914 åskådare i Cez Arena. Sverige gick till semifinal där laget fick möta Schweiz. Matchen slutade 3-2 till Sverige som sedan spelade final dagarna efter mot Finland. I förlängningen passade Rickie Hyvärinen till Tero Tiitu vars mål gav Finland deras första VM-guld. Fredrik Djurling från Sverige samlade 15 (11+4), och därmed flest, poäng i turneringen.

### Världsmästerskapet 2010, Finland
Inför turneringen i Finland hade den tidigare uppdelningen i B-VM och A-VM avskaffats. Men under denna turnering blev lagen från B-VM totalt utspelade, och Sverige slog "B-nationerna" med 21-1 (Estland), 39-1 (Australien) och 21-1 (Tyskland) för att till sist besegra "A-nationen" Norge med 10-1. Sverige vann alltså alla gruppmatcher och hade målskillnaden 91-4 på fyra matcher. Efter att återigen slagit ut Schweiz med 3-2 i semifinalen förlorade Sverige i finalen mot Finland, som vann med 6-2.

### Världsmästerskapet 2012, Schweiz
Liksom förra turneringen fanns ingen uppdelning i A- och B-VM och det blev åter stora målskillnader i gruppmatcherna. Sverige vann sin grupp med totalt 54-6 i de tre matcherna. Av bara farten fortsatte Sverige med att vinna mot Slovakien i kvartsfinalen med 18-1, mot Tyskland i semifinalen med 13-0 och slutligen mot Finland i finalen med 11-5. Sverige var efter två raka finalförluster mot Finland åter tillbaka som guldmedaljörer. 

### Världsmästerskapet 2014, Sverige
Innebandy-VM spelades i Göteborg, och i stora delar i Scandinavium. Sverige blev världsmästare återigen efter en vinst mot Finland i finalen med 3-2. Hjälten blev Henrik Stenberg från Storvreta IBK med sitt 3-2 avgörande i den tredje perioden.

### Världsmästerskapet 2016, Lettland
Innebandy-VM spelades i Riga, Sverige tog silver efter att ha förlorat finalen mot Finland efter straffar.

### Världsmästerskapet 2018, Tjeckien
För andra VM-turneringen i rad blev det silver för Sverige efter att ha förlorat mot Finland i finalen.

### Världsmästerskapet 2020, Finland
På grund av coronapandemin spelades 2020 års VM först 2021, efter att ha förlorat två raka finaler mot Finland fick Sverige nu revansch och vann finalen med 6-4.

### Världsmästerskapet 2022, Schweiz
För första gången sedan 2004 var det inte en final mellan Sverige och Finland. Då Finland förlorat mot värdnationen Schweiz i gruppspelet så möttes Sverige och Finland redan i semifinal och Sverige vann efter straffar. I finalen väntade i stället Tjeckien som spelade oavgjort mot Sverige i gruppspelet men i finalen vann Sverige med 9-3.

### Världsmästerskapet 2024, Sverige
I finalen mellan Sverige och Finland i Malmö Arena ledde Sverige inledningsvis med 4–0, men tappade till 4–4 för att slutligen förlora matchen i förlängningen.

## Landslagets meriter
- Största seger: Sverige 43 - 1 Frankrike, VM-kval 2018
- VM-guld: 1996, 1998, 2000, 2002, 2004, 2006, 2012, 2014, 2020, 2022
- VM-silver: 2008, 2010, 2016, 2018

## Spelare i urval[5]
- Johan Andersson, forward
- Anders Hellgård, center
- Jimmy Gunnstedt, back
- Fredrik Djurling, center
- Peter Sjögren, målvakt
- Niklas Jihde, forward
- Martin Olofsson, forward
- Karl-Johan Nilsson, center/forward
- Henrik Quist, back
- Peter Fischerström, back
- Niclas Olofsson, målvakt
- Magnus Svensson, forward
- Kimmo Eskelinen, back
- Jonathan Kronstrand, forward
- Mårten Blixt, målvakt
- Johannes Gustafsson, center/forward
- Michael Östlund, forward
- Kim Nilsson, forward
- Martin Östholm, back
- Daniel Petersson, back
- Alexander Galante Carlström, forward
- Rasmus Enström, back
- Johan Samuelsson, center
- Mattias Samuelsson, back
- Robin Nilsberth, back